# 女高中生的虛度日常
《女高中生的虛度日常》，為日本漫畫家Bino所作的日常喜劇漫畫。原本是Bino在Niconico靜畫投稿的作品，2015年12月4日由Kadokawa重製作品並在《ComicWalker》進行商業連載。後來在《Niconico ACE》、《Comic Newtype》連載。電視動畫予2019年7月至9月在AT-X播放，真人電視劇則在2020年1月於朝日電視台播出。

## 登場角色
角色名字為綽號／本名。

### 埼之玉女子高中學生
笨蛋／田中望（聲：赤崎千夏）
和茜、詩織是小學時期的好友。個性單純，總是不經思考便行動。喜歡替班上的同學取綽號。
阿宅／菊池茜（聲：戶松遙）
喜歡漫畫的御宅族少女，未來想成為漫畫家。有時會發動“B&L之眼”進行BL妄想。 「低所得P」的歌迷。
機器人／鷺宮詩織（聲：豐崎愛生）
性格冷淡喜怒不形於色的神級少女，凡事看似冷漠旁觀，卻往往能一眼看透關鍵暗中協助化解。喜歡微生物和研究學問。國中學年榜首、高中全國摸擬考前十名的國家級優等生。國中與一奏同校，被奏視為神一般的存在，加以崇拜之。自己卻對奏無感。
蘿莉／百井咲久（聲：長繩麻理亞）
體型嬌小。總是展現反抗的態度，實際上是好孩子。喜歡和自己一起住的祖母。
有病／山本美波（聲：富田美憂）
中二病少女。總是在臉頰貼OK繃並在右腕纏繃帶。因此經常被老師早稻田抓去輔導。與田中某方面相性很好，而本人之後也有意識到這點。早稻田卻視為「惡夢般的連攜」。
正經／一奏（聲：高橋李依）
對人真誠對事認真的優等生，校園公認白馬王子。無奈運氣實在太差，對自己的事，往往事與願違爆出反效果。對別人的事不僅熱心還能駕輕就熟的完美達成，廣受好評！加上帥氣外型被校內女同學視為白馬王子，班級日常中卻是少根筋、常被田中、莉莉捉弄的對象。中學與詩織同校，將詩織視為神一般的存在，加以崇拜之。發現上同所高中後一直研究如何靠近詩織，最後認定田中是詩織唯一會起反應的對象。所以一度模仿田中行為，希望能吸引詩織的注意，但終告失敗。
莉莉／染谷莉莉（聲：佐藤聰美）
模特兒身材與美貌兼備的校園時尚明星，混血兒，父親為奧地利人。患男性恐懼症（因國中遭病態追求者擾騷導所致），只要碰觸到男性或（田中望）立刻全身過敏。雖無惡意卻極喜好利用人際間的情愫捉弄人。擔憂蘿莉缺乏兩性知識影響未來幸福，自發傳授相關知識。並教導不善妝容的蘿莉與正經適合個人的彩妝與穿搭。
魔女／久條翡翠（聲：M·A·O）
個性內向且怕生不擅長與人交談，卻喜歡恐怖血腥的事物。一度不去學校上課。有個雙胞胎妹妹叫做琥珀。
孤浪／野原愛莉
升高二後登場。不相信他人，在學校經常一個人度過。喜歡貓。
公主／中村詩子
其他人升高二後登場，比其他人低一年級。精於化妝，化妝後如綽號所述很漂亮。家裡開拉麵店，小學時代因為身上有豚骨拉麵的味道被叫成豬，而遭到霸凌，後被田中所救。視她為恩人。
USB／三上理惠（聲：千本木彩花）
戴眼鏡的老實女孩。

### 教職員
早稻田／佐渡正敬（聲：興津和幸）
一年二班的導師，早稻田大學畢業，27歲，就任的第一天便向學生們說自己喜歡的是女大學生。實際上有在使用語音合成軟體創作樂曲，並替自己取名為「低所得P」。歌詞常被菊池認為很有意境，實際上靈感大部分是自己生活中遇到的鳥事。
在现实世界中，「低所得P（低所得P）」及动画中的歌曲都是实际存在的，均有niconico和YouTube投稿作品。而在Twitter的同名账号中则声明为漫画作者与朋友共同作曲投稿用账户。之后作者在电视动画播放期间宣布和该朋友结婚，并且有爱好者发现账号中的相片里的朋友形象和本角色十分相像，所以推测“低所得P”的原型就是该朋友，而“菊池茜”的原型就是作者本人。
椎響（聲：名塚佳織）
學校校護。表面上為人和善，卻因有病展現怪異的一面。

### 學生家人
久條琥珀（聲：上田麗奈）
翡翠的雙胞胎妹妹。和就读不同学校的姐姐比起来“正常”许多。平时很为姐姐着想。
萝莉的奶奶（聲：新田綾香）
百井咲久的奶奶。慈祥，但有时也会尖锐吐槽。
正經的媽媽（聲：園崎未惠）
一奏的媽媽。

### 其他
高橋（聲：松岡禎丞）
某高中男生，暗恋鷺宮。想当小説家。
青山（聲：島崎信長）
高橋的朋友，与无血缘关系的四姐妹生活于再婚家庭。想当声優。

## 單行本
| 冊數 | Kadokawa       | Kadokawa               |
| 冊數 | 發售日期       | ISBN                   |
| ---- | -------------- | ---------------------- |
| 1    | 2016年4月9日   | ISBN 978-4-04-104171-0 |
| 2    | 2016年11月10日 | ISBN 978-4-04-105027-9 |
| 3    | 2017年5月10日  | ISBN 978-4-04-105634-9 |
| 4    | 2018年11月10日 | ISBN 978-4-04-107275-2 |
| 5    | 2019年7月4日   | ISBN 978-4-04-108217-1 |
| 6    | 2019年7月4日   | ISBN 978-4-04-108218-8 |
| 7    | 2020年1月10日  | ISBN 978-4-04-108925-5 |
| 8    | 2020年9月10日  | ISBN 978-4-04-109726-7 |
| 9    | 2021年6月10日  | ISBN 978-4-04-111183-3 |
| 10   | 2022年12月9日  | ISBN 978-4-04-113150-3 |
| 11   | 2023年10月10日 | ISBN 978-4-04-114211-0 |
| 12   | 2024年3月8日   | ISBN 978-4-04-114756-6 |
| 13   | 2024年11月9日  | ISBN 978-4-04-115720-6 |
| 14   | 2025年7月10日  | ISBN 978-4-04-116365-8 |

## 電視動畫
於2019年7月5日至9月20日播出。

### 製作人員
- 原作：Bino[5]
- 總監督：高橋丈夫[5]
- 監督：三瓶聖
- 系列構成：橫谷昌宏[5]
- 角色設計、總作畫監督：安田祥子[5]
- 副角色設計：古川英樹、番由紀子、滿若高代
- 道具設計：住本悅子、依田正彥
- 美術監督：齊藤隆博
- 美術設定：中村嘉博
- 色彩設計：鈴木咲繪
- 攝影監督：山本彌芳
- 剪輯：丹彩子
- 音響監督：明田川仁
- 音樂：菊谷知樹[5]
- 音樂製作：Kadokawa
- 動畫製作：Passione[5]

### 主題曲
片頭曲「輪！Moon！dass！cry！」
作詞、作曲、編曲：山崎真吾，主唱：田中望（赤崎千夏）、菊池茜（戶松遙）、鷺宮詩織（豐崎愛生）
片尾曲（第1－6，8－11話）
作詞、作曲、編曲：Agasa.K，主唱：田中望（赤崎千夏）、菊池茜（戶松遙）、鷺宮詩織（豐崎愛生）
插入曲
作詞：鬼山田敦，作曲：坂口萌彥
於第7話當作片尾曲使用

### 各話列表
| 話數   | 日文標題 | 中文標題 | 劇本     | 分鏡     | 演出               | 作畫監督                                                                                           |
| ------ | -------- | -------- | -------- | -------- | ------------------ | -------------------------------------------------------------------------------------------------- |
| 第1話  | [ 7 ]    |          | 橫谷昌宏 | 高橋丈夫 | 下司泰弘           | 細田沙織、杉光登 青野厚司、津幡佳明                                                                |
| 第2話  |          |          | 橫谷昌宏 | 三瓶聖   | 黑杉光太郎         | 加藤洋人、白川茉莉 清水博之、佐佐木洋也                                                            |
| 第3話  |          |          | 福田裕子 | 神谷智大 | 榎本守             | 齋藤千比呂、鷲田敏彌 門智昭、佐佐木洋也 Masket                                                     |
| 第4話  |          |          | 坂井史世 | 鈴木吉男 | 間島崇寬           | 柳瀨讓二、白川茉莉 佐佐木洋也、加藤洋人 濱川修二郎、中尾高之 yang jeehye                           |
| 第5話  |          | 莉莉     | 橫谷昌宏 | 松園公   | 三瓶聖 橘 北村充基 | 吉田潤、山口光紀 能條理行、南伸一郎 濱川修二郎、中尾高之 pak yun oku、kim suho                     |
| 第6話  |          | 魔女     | 福田裕子 | 橘       | 石井輝             | Kim Hsesook Hong Chongyong 南伸一郎、飯飼一幸 池原百合子、吉田潤 中尾高之、佐佐木洋也              |
| 第7話  |          |          | 坂井史世 | 石黑達也 | 東亮佑             | 清水拓磨、七靈石                                                                                   |
| 第8話  |          |          | 横谷昌宏 | 小島正幸 | 黑杉光太郎         | 早川、松村康功 岩田幸子、阿部可奈子 中尾高之、管振宇                                               |
| 第9話  |          | 打扮     | 福田裕子 | 二村秀樹 | 榎本守             | 門智昭、鷲田敏彌 齊藤千比呂、島崎望 Masket                                                         |
| 第10話 |          |          | 坂井史世 | 松園公   | 間島崇寬           | Jang Yeongseon Kwon Yongsang 加藤洋人                                                              |
| 第11話 |          |          | 福田裕子 | 高橋成世 | 橘 北村充基        | 佐佐木洋也、中尾高之 能條理行、沈霏 林夢贇、沫沫、孫鵬                                             |
| 第12話 |          |          | 坂井史世 | 星川孝文 | 森友宏樹           | 早川、中尾高之 Niki Ikyn、阪本麻衣 岡田正和、能條理行 青野厚司、平田雄三 古川英樹、石原惠治 吉田潤 |

### 藍光與DVD
| 卷數 | 發售日期       | 收錄話數        | 規格編號   | 規格編號   |
| 卷數 | 發售日期       | 收錄話數        | 藍光版     | DVD版      |
| ---- | -------------- | --------------- | ---------- | ---------- |
| 1    | 2019年9月25日  | 第1話 ~ 第3話   | ZMXZ-13451 | ZMBZ-13461 |
| 2    | 2019年10月25日 | 第4話 ~ 第6話   | ZMXZ-13452 | ZMBZ-13462 |
| 3    | 2019年11月27日 | 第7話 ~ 第9話   | ZMXZ-13453 | ZMBZ-13463 |
| 4    | 2019年12月25日 | 第10話 ~ 第12話 | ZMXZ-13454 | ZMBZ-13464 |

## 電視劇
2019年11月28日宣布製作真人電視劇，2020年1月於朝日電視台金11時段（23:15 - 00:15，JST）播放，由岡田結實主演。

### 登場人物
- 田中望：岡田結實
- 菊池茜：恒松祐里
- 鷺宮詩織：中村由利佳（中村ゆりか）
- 山本美波：福地桃子
- 一奏：淺川梨奈
- 百井咲久：畑芽育
- 久條翡翠：井本彩花
- 染谷莉莉：小林由依
- 45℃：高嶋菜七（日语：高嶋菜七）
- 俄羅斯：花坂椎南（日语：花坂椎南）
- 龐德：高野渚
- 裂痕：秋元美咲
- 武士：音希風花
- 漩渦：原繰實
- 前髮：山内咲七
- 門把：犬塚七帆
- 希臘：齋藤紗羅羅
- 大王烏賊：黑谷磨世
- UNO：入野來未
- 睡眠不足：櫻木優衣
- 微辣妹：青木若菜
- 房地產王：田島春那
- USB：井芹菜沙
- 佐渡正敬：町田啟太
- 教頭：大倉孝二（日语：大倉孝二）
- 椎響：內藤理沙（日语：内藤理沙）
- 百井奶奶：梅澤昌代（日语：梅沢昌代）
- 久條琥珀：喜多乃愛（日语：喜多乃愛）
- 高橋：望月步
- 青山：水澤林太郎（日语：水沢林太郎）
- 鈴木正義：橫山涼
- 家庭教師：小手伸也（日语：小手伸也）
- 樂團成員：長井短（日语：長井短）、DAIKI（日语：ブリリアン#ダイキ）、鈴木理學
- 花生：彦摩呂

### 幕後人員
- 編劇：田邊茂範（日语：田辺茂範）、矢島弘一（日语：矢島弘一）、角田貴志、山田由梨（日语：山田由梨）、安藤奎、玉田真也
- 導演：山本大輔（日语：山本大輔 (演出家)）、日暮謙（日语：日暮謙）、中島良（日语：中島良）、洞功二
- 音樂：田渕夏海（日语：田渕夏海）、中村巴奈重（日语：中村巴奈重）
- 主題曲：Little Glee Monster「STARTING OVER」
- 總製作人：三輪祐見子
- 製作人：貴島彩理（日语：貴島彩理）、本鄉達也、布施等
- 製作：朝日電視台、MMJ（日语：メディアミックス・ジャパン）

### 播出日程
| 集數                                                                      | 播出日期 | 標題                                      | 中文標題                     | 劇本     | 導演     | 收視率 |
| ------------------------------------------------------------------------- | -------- | ----------------------------------------- | ---------------------------- | -------- | -------- | ------ |
| 第1集                                                                     | 1月24日  | 曲がれヒザ! ヒジキ!                       | 彎曲膝蓋！羊栖菜！           | 田邊茂範 | 山本大輔 | 3.2%   |
| 第2集                                                                     | 1月31日  | 着衣のまま濡れるのが好きなんです!         | 我喜歡穿濕衣服！             | 矢島弘一 | 日暮謙   | 3.5%   |
| 第3集                                                                     | 2月07日  | 脱ぎたてのパンツの価値                    | 脫下來的褲子價值             | 角田貴志 | 中島良   | 4.5%   |
| 第4集                                                                     | 2月14日  | 恋とごま油とエクソシスト                  | 戀愛與芝麻油與驅魔師         | 山田由梨 | 山本大輔 | 4.0%   |
| 第5集                                                                     | 2月21日  | ムダ毛の気持ちも考えろ                    | 想想體毛的感受               | 安藤奎   | 日暮謙   | 2.7%   |
| 第6集                                                                     | 2月28日  | 性教育はB（坊主）L（ラブ）で              | 性教育即B（禿子）L（愛）     | 玉田真也 | 洞功二   | 4.0%   |
| 第7集                                                                     | 3月06日  | バカ、留年するってよ-ハナクソJK最後の戦い | 笨蛋留級－鼻屎女高生最後之戰 | 田邊茂範 | 山本大輔 | 4.3%   |
| 平均收視率 3.7%（收視率由Video Research調查關東地區、家戶的即時統計資料） |          |                                           |                              |          |          |        |

## 外部連結
- Comic Newtype《女高中生的虛度日常》（页面存档备份，存于）（日語）
- 電視動畫《女高中生的虛度日常》官方網站（页面存档备份，存于）（日語）
- 電視劇《女高中生的虛度日常》官方網站（页面存档备份，存于）（日語）
- 電視動畫《女高中生的虛度日常》官方的X（前Twitter）（日語）
- 《女高中生的虛度日常》「低所得Ｐ」現實世界中的X（前Twitter）（日語）
- YouTube上的「低所得Ｐ」現實世界中頻道（日語）

| 日本 朝日電視台 週五晚間連續劇               | 日本 朝日電視台 週五晚間連續劇               | 日本 朝日電視台 週五晚間連續劇 |
| -------------------------------------------- | -------------------------------------------- | ------------------------------ |
|                                              | 女高中生的虛度日常 （2020年1月24日－3月6日） |                                |
| 時效警察初次見面 （2019年10月11日－12月6日） | 家政夫三田園 4 （2020年4月24日－7月24日）    |                                |